# Glasgow (Pennsylvanie)
Pour les articles homonymes, voir Glasgow (homonymie).
Glasgow est un borough situé dans le comté de Beaver, en Pennsylvanie, aux États-Unis,. En 2010, il comptait une population de 60 habitants. Il est incorporé le 12 octobre 1854.

## Démographie
Lors du recensement de 2010, le borough comptait une population de 60 habitants. Elle est estimée, le 1er juillet 2019, à 55 habitants.

### Source de la traduction
- (en) Cet article est partiellement ou en totalité issu de l’article de Wikipédia en anglais intitulé « Glasgow, Pennsylvania » (voir la liste des auteurs).